# Эстонцы в Абхазии
Эстонцы в Абхазии (эст. Eestlased Abhaasias) — этническое меньшинство в Абхазии/Грузии, предки жителей эстонских сел в Абхазии переселились сюда из Эстляндской губернии после эпохи мухаджирства. В данный момент в Абхазии проживает около 357 эстонцев. Пик прироста эстонского населения был в 1926, тогда в ССРА проживало 1633 эстонца.

## Язык
Молодое поколение в большинстве не владеет родным языком в совершенстве или же билингвально, дети чаще пользуются русским, даже среди взрослых сложилось особое наречие, в котором к глаголам прибавляется «vad», а половина слов заменяются русскими заимствованиями.

## Общая численность по районам
- Гагрский: 237 чел.
- Сухум: 64 чел.
- Гульрипшский: 35 чел.
- Сухумский: 9 чел.
- Гудаутский: 8 чел.
- Очамчырский: 2 чел.
- Ткуарчальский: 2 чел.[2]

## Эстонские поселения
После махаджирства предки абхазских эстонцев из Российской империи переселились в Абхазию и оставили за собой названия местных сел на эстонском ладе, где в основном сегодня и проживают — Сулево (Пшоуха), Сальма (Псоу), Эстонка (Допуакыт), Верхняя и Нижняя Линда (Аҩадати, Аладатәи Линдақәа).